# Gustave Caillebotte
Gustave Caillebotte (Parijs, 19 augustus 1848 - Petit Gennevilliers, 21 februari 1894) was een Frans schilder en mecenas. Hij begunstigde het werk van de impressionisten financieel, en trad later, na veel naturalistisch werk te hebben gemaakt, ook toe tot de beweging.
Caillebotte schilderde portretten en binnenhuisscènes, maar ook stadsgezichten, landschappen en stillevens.

## Levensloop

### Jeugd
Caillebotte werd geboren in een Parijse familie uit de hogere klassen. Zijn vader Martial Caillebotte had het familiebedrijf in militair textiel geërfd en werkte daarnaast als rechter bij het Tribunal de Commerce van het departement Seine. Hij was al twee keer weduwnaar geworden voordat hij met Caillebottes moeder, Céleste Daufresne, trouwde. Zij kreeg na Gustave nog twee zoons van hem. Vanaf 1860 bracht het gezin veel zomers door in Yerres, ongeveer 12 kilometer ten zuiden van Parijs, waar ze een groot huis bezaten. Rond deze tijd begon Gustave Caillebotte vermoedelijk met tekenen en schilderen.
Caillebotte studeerde in 1868 af in de rechten. Hij was ook ingenieur. Hij vocht in de Frans-Duitse Oorlog, en diende in de Garde Nationale Mobile de la Seine.

### Artistieke carrière

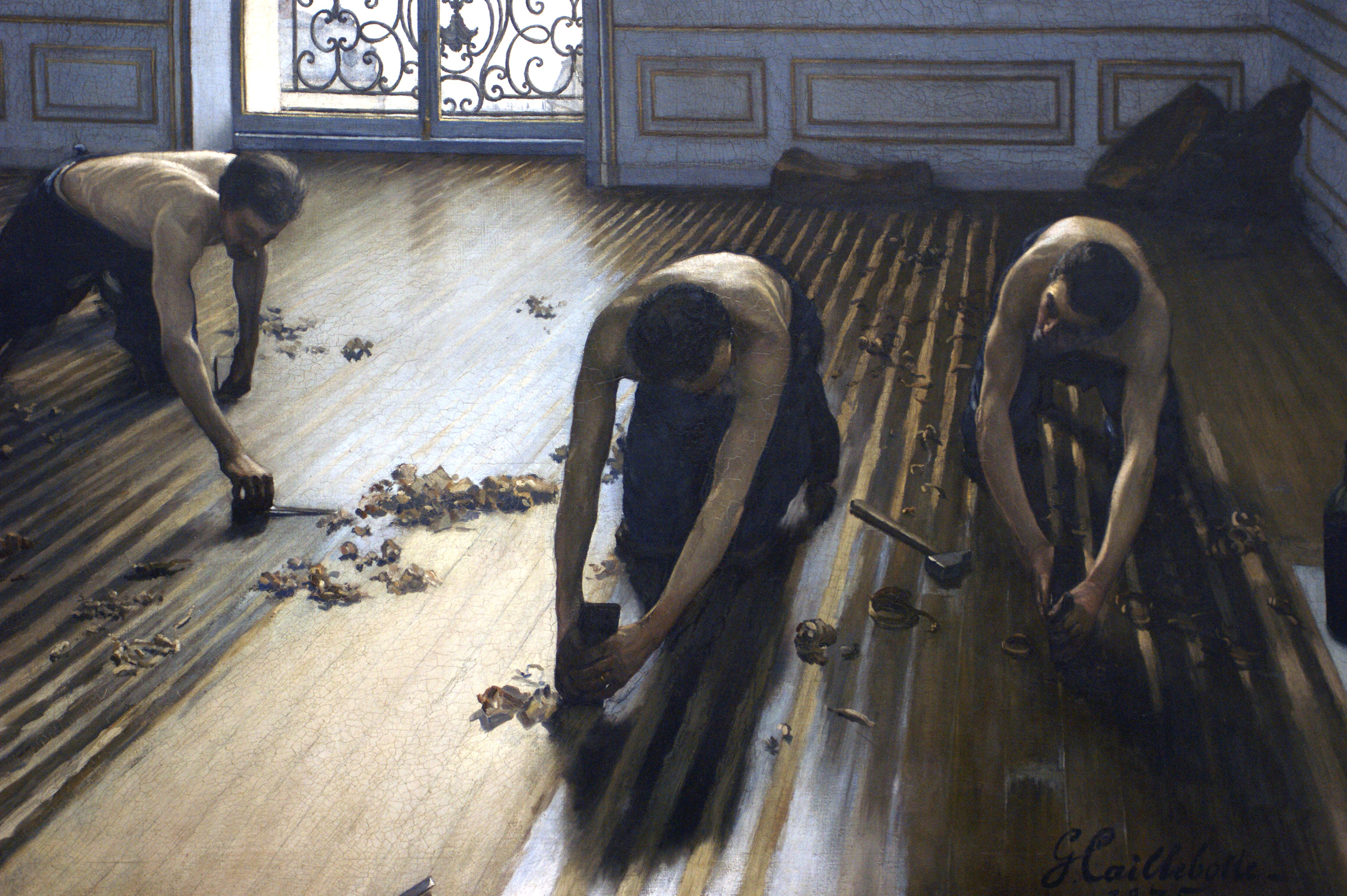
Les raboteurs de parquet (1875)

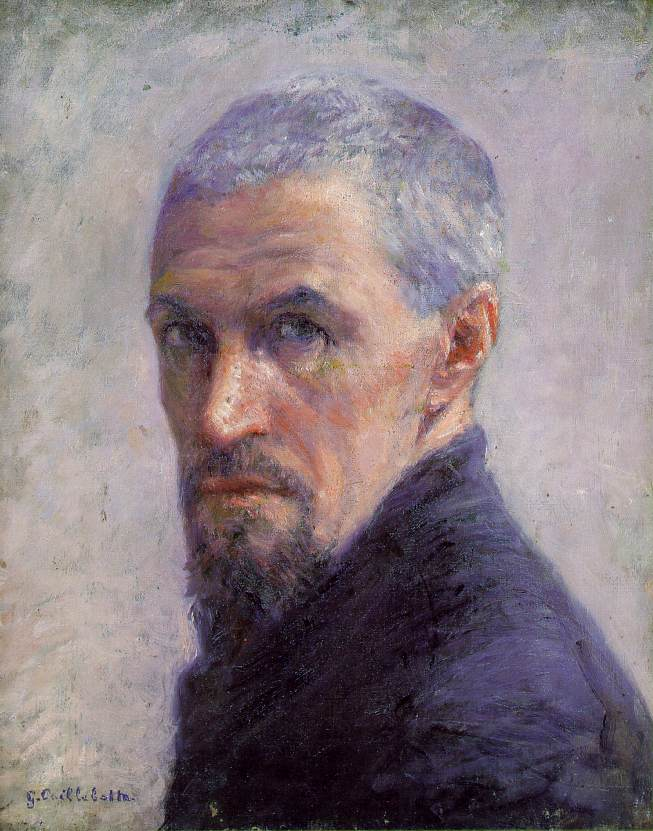
Zelfportret
(ca. 1892), Musée d'Orsay

Na de oorlog nam Caillebotte schilderlessen in het atelier van Léon Bonnat. Hij ontwikkelde in relatief korte tijd een volleerde stijl en had zijn eerste atelier in het huis van zijn ouders. In 1873 werd hij toegelaten aan de École des Beaux-Arts, maar zou daar weinig tijd hebben doorgebracht.
Rond 1874 sloot Caillebotte vriendschap met enkele kunstenaars die buiten de officiële Académie des Beaux-Arts werkten, onder wie Edgar Degas en Giuseppe De Nittis. De impressionisten hadden zich afgekeerd van de academische kunst en de schilders die exposeerden op de jaarlijkse Salons.
In 1874 erfde hij een aanzienlijk fortuin en het huis te Yerres van zijn vader, en toen zijn moeder stierf in 1878 werd het familiekapitaal onder de twee overgebleven zonen verdeeld – Caillebottes broer René was in 1876 op 25-jarige leeftijd gestorven. Deze rijkdom stelde hem in staat als een mecenas te functioneren voor zijn schildervrienden. Hij hielp bij de totstandkoming van de eerste tentoonstelling van de impressionisten en verzamelde zelf veel werk van schilders in deze stroming.
Caillebotte exposeerde op de tweede tentoonstelling van de impressionisten met acht schilderijen, waaronder Les raboteurs de parquet (Parketschavers, 1875), tegenwoordig een van zijn bekendste werken. Het onderwerp van dit schilderij, arbeiders die een houten vloer schaven, werd door sommige critici als vulgair beschouwd. Dit is waarschijnlijk de reden waarom het werd geweigerd door de Salon van 1875. Het schilderij bevindt zich nu in het Musée d'Orsay.
Caillebotte schilderde in een realistische stijl die beïnvloed was door het impressionisme. Hij schilderde huiselijke en familiale scènes, interieurs en portretten. Op veel van zijn schilderijen zijn zijn familieleden te zien. Daarnaast schilderde hij landschappen in Yerres en stadsgezichten van het Hausmanniaanse Parijs. Zijn stillevens hebben vooral voedsel als onderwerp. Zijn werk lijkt ook beïnvloed te zijn door de fotografie; vooral zijn gebruik van perspectivische effecten is opmerkelijk.
Vanaf 1875 begon Caillebotte schilderijen van zijn vrienden te verzamelen. Hij kocht werk van onder andere Auguste Renoir (waaronder Bal du Moulin de la Galette), Claude Monet, Paul Cézanne, Edgar Degas, Édouard Manet en Camille Pissarro.
In 1877 exposeerde hij zes schilderijen op de derde impressionistententoonstelling, waarvan hij de organisatie wederom ondersteunde. Bij de vierde expositie nam hij met 19 schilderijen en zes pastellen deel.

### Latere jaren

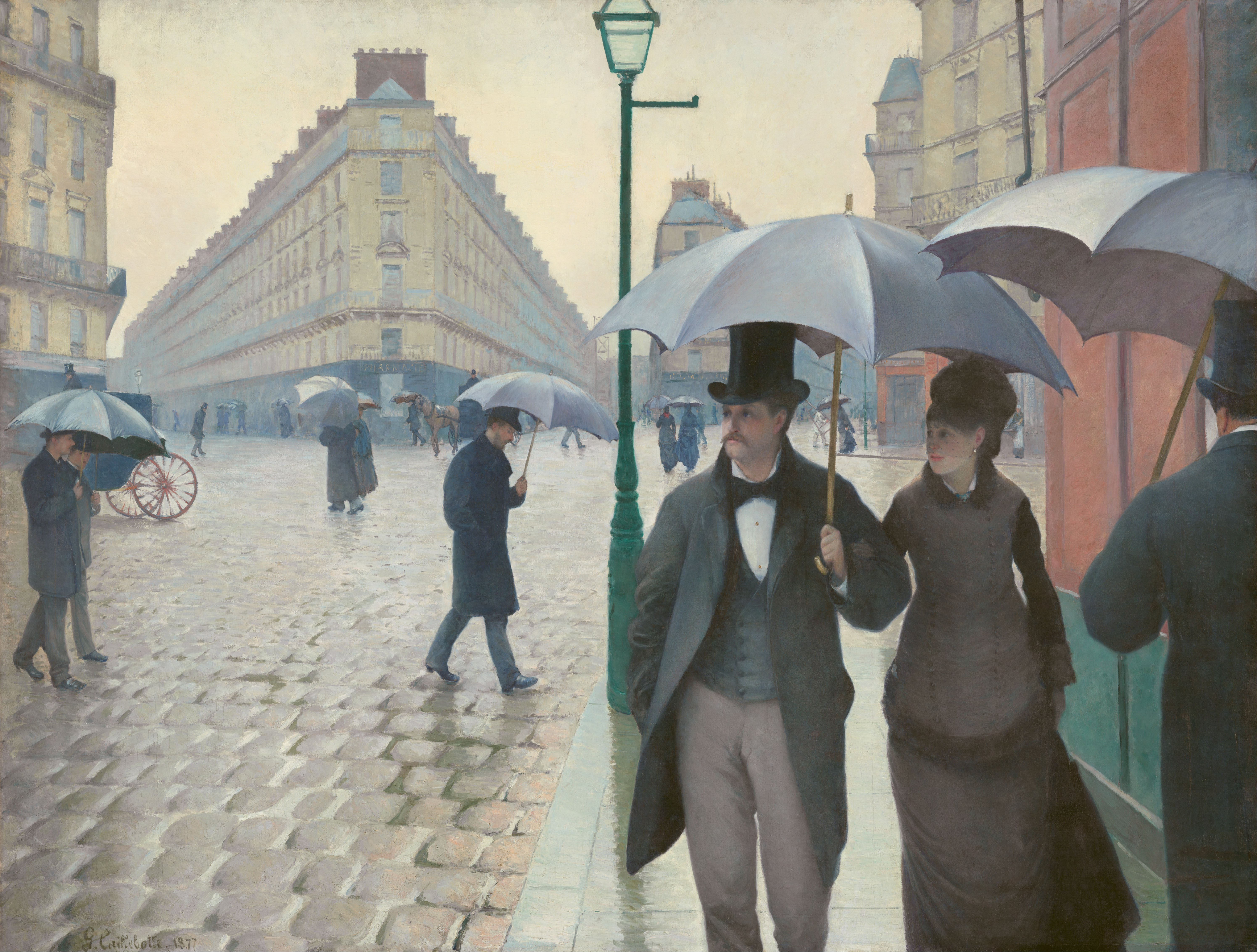
Gustave Caillebotte: Rue de Paris, temps de pluie (1877)

Caillebotte kocht in 1881 een huis in Petit-Gennevilliers, aan de oever van de Seine bij Argenteuil, en verhuisde er permanent heen in 1888. Hij wijdde er zijn leven aan tuinieren en het bouwen van zeiljachten. Er zijn 21 zeiljachten naar zijn ontwerpen gebouwd. Hij won meerdere zeilwedstrijden. Ook was hij filatelist. In 1888 werd hij tevens gekozen in de gemeenteraad. Hoewel hij nooit getrouwd is geweest, schijnt hij een langdurige en serieuze relatie te hebben gehad met Charlotte Berthier, die elf jaar jonger was en uit de lagere klasse kwam. Hij liet haar een aanzienlijke lijfrente na. In de jaren 1890 stopte hij met het schilderen van grote doeken.
Caillebotte stierf op 45-jarige leeftijd aan longoedeem. Hij ligt begraven op het Parijse Père-Lachaise. Hij heeft zijn werk en zijn collectie bij testament nagelaten aan de Franse overheid, die echter maar de helft van de schenking accepteerde. Veel van zijn werk hangt in de Parijse musea Musée d'Orsay en het Louvre.

## Werken (selectie)

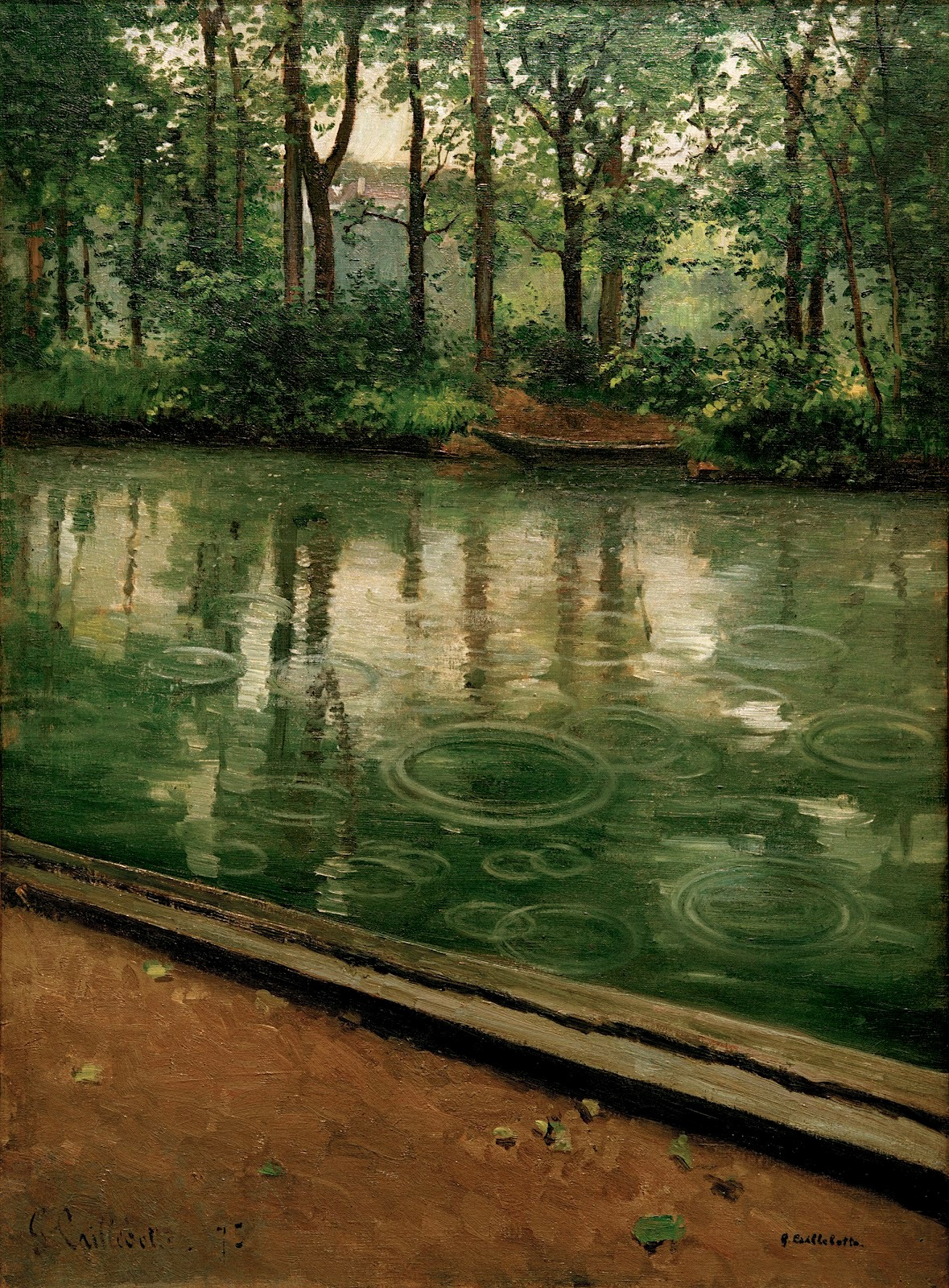
L'Yerres, pluie (1875), Eskenazi Museum of Art (Bloomington)
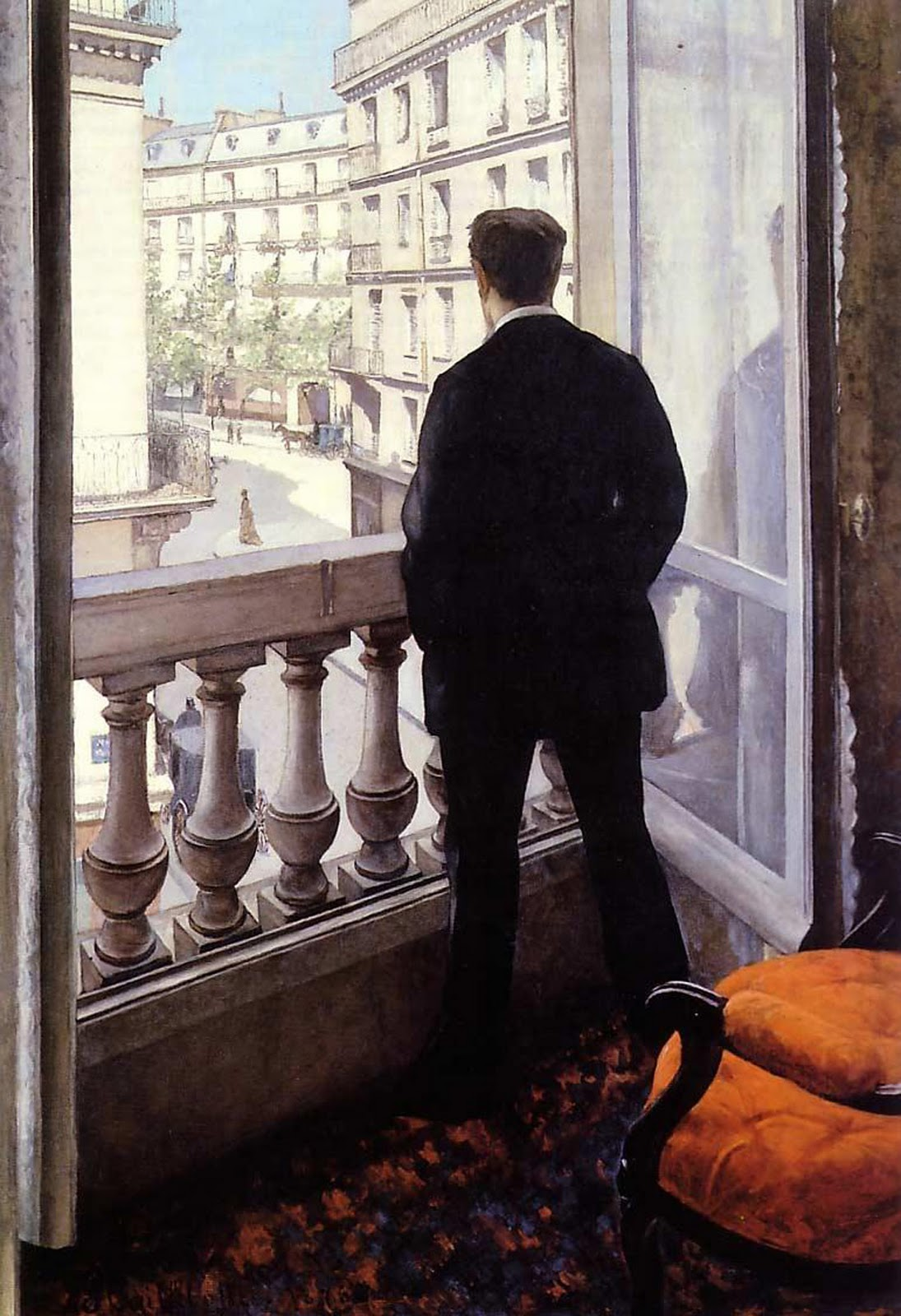
Jeune homme à la fenêtre (1875), Getty Center
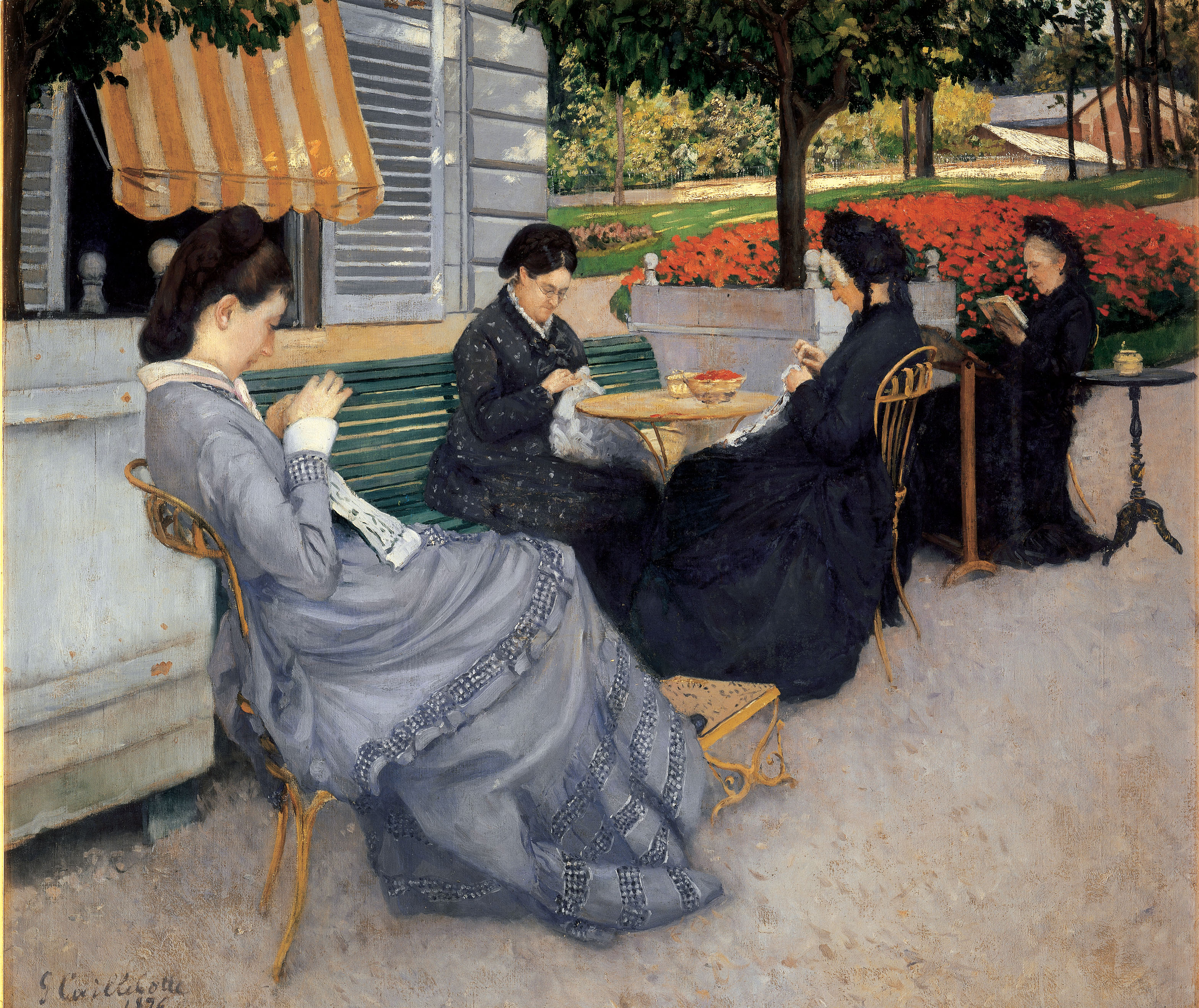
Portraits à la campagne (1876), MAHB (Bayeux)
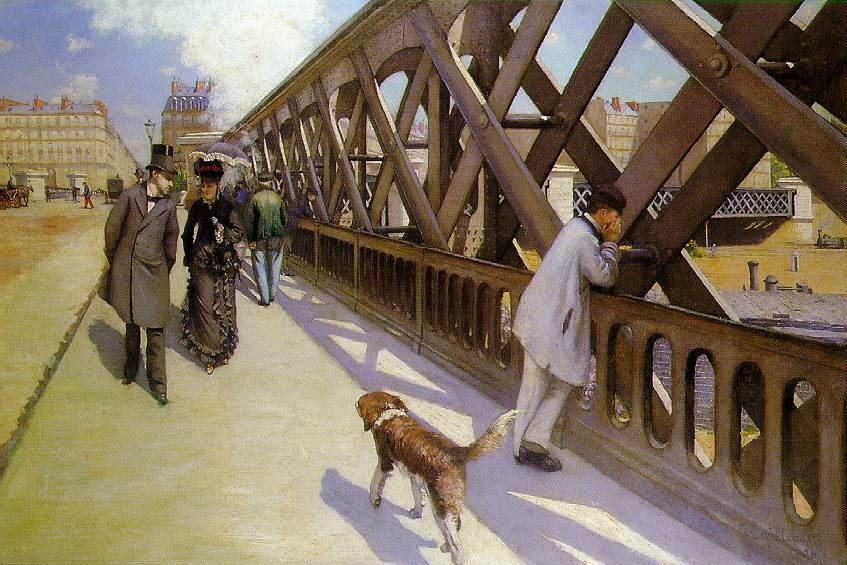
Le Pont de l'Europe (1876), Petit Palais (Genève)
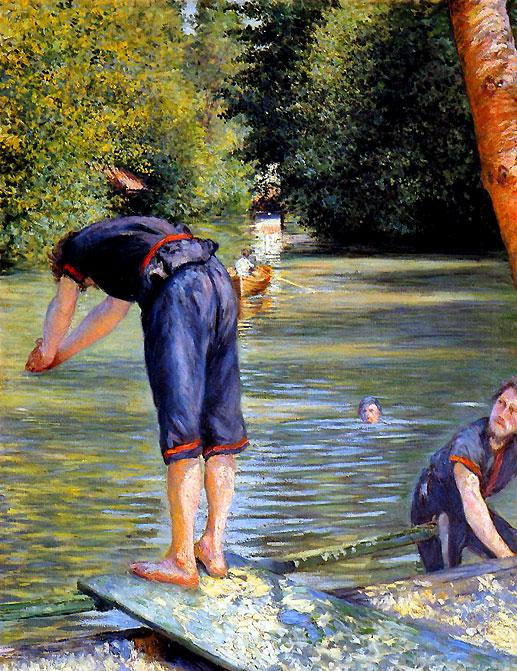
Baigneur s'apprêtant à plonger (1878), privécollectie
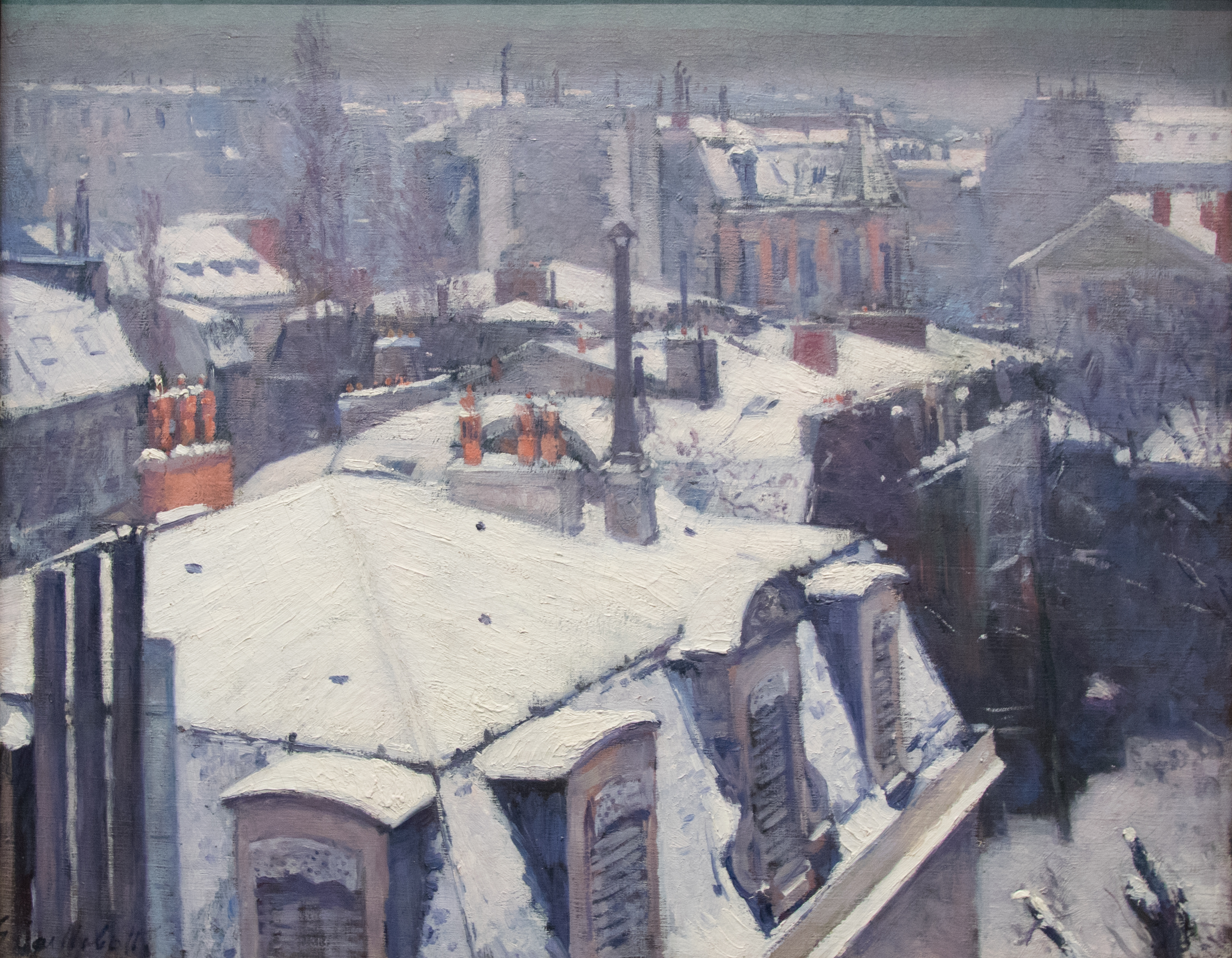
Vue de toits (effet de neige) (1878/1879), Musée d'Orsay
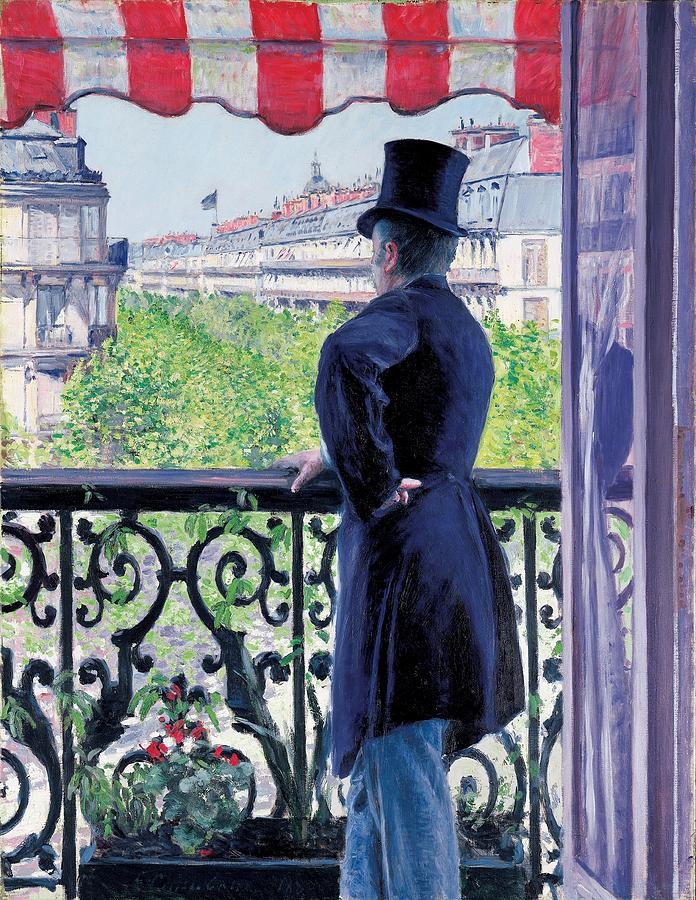
L'homme au balcon, boulevard Haussmann (1880)
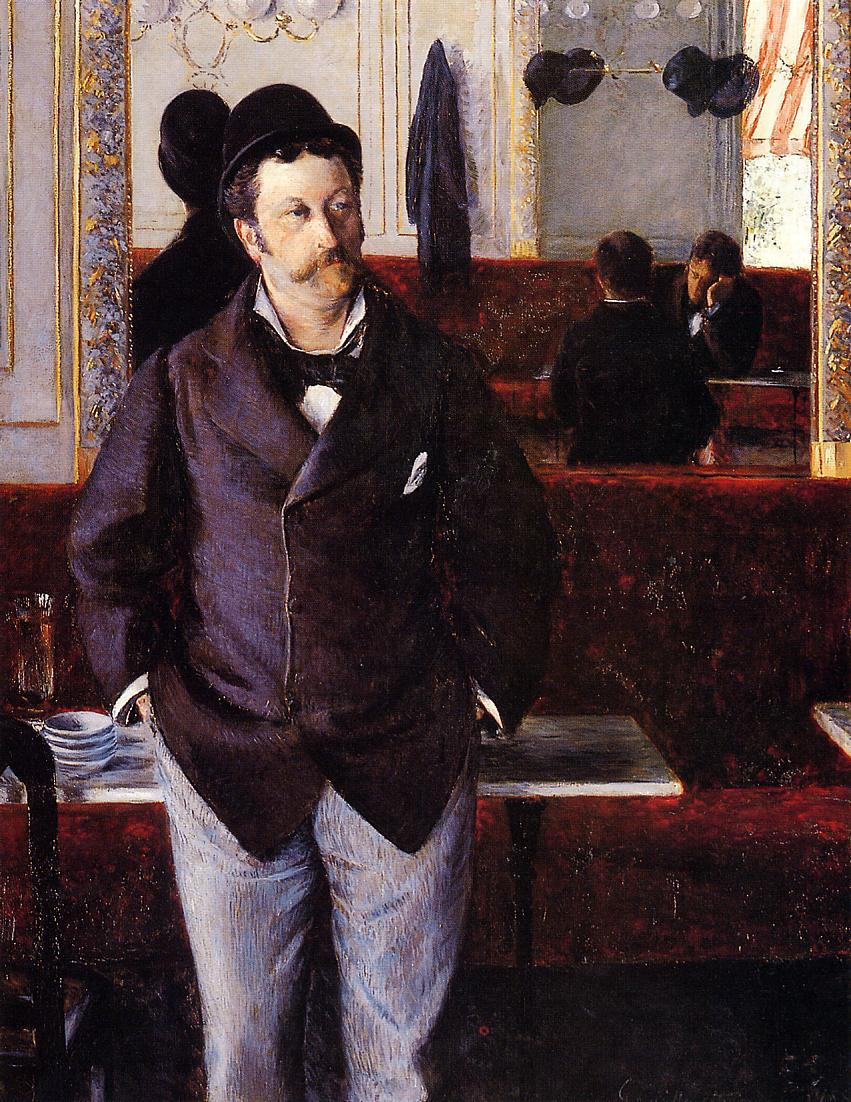
Dans un café (1880), Musée des Beaux-Arts
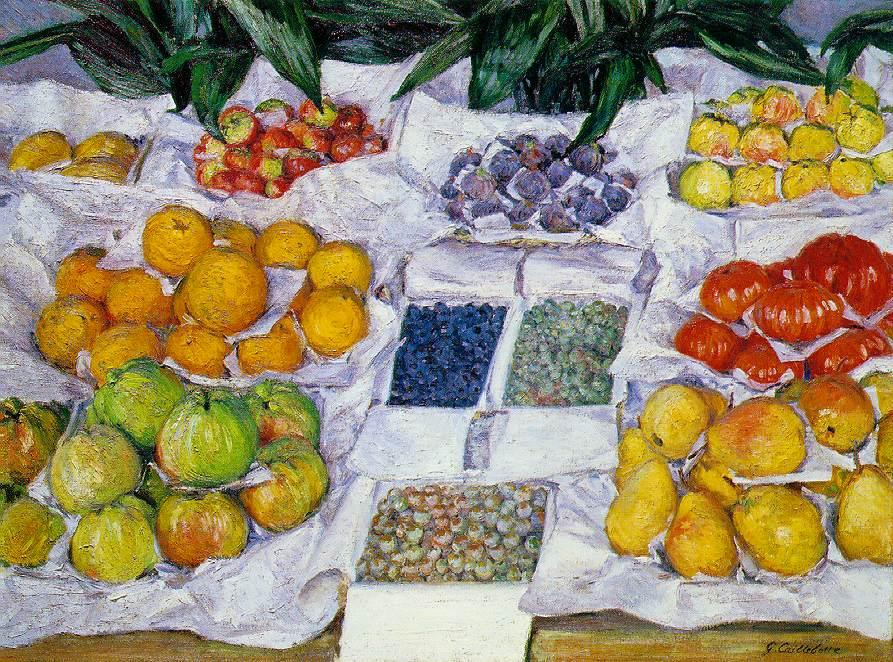
Fruits sur un étalage (1882), Museum of Fine Arts
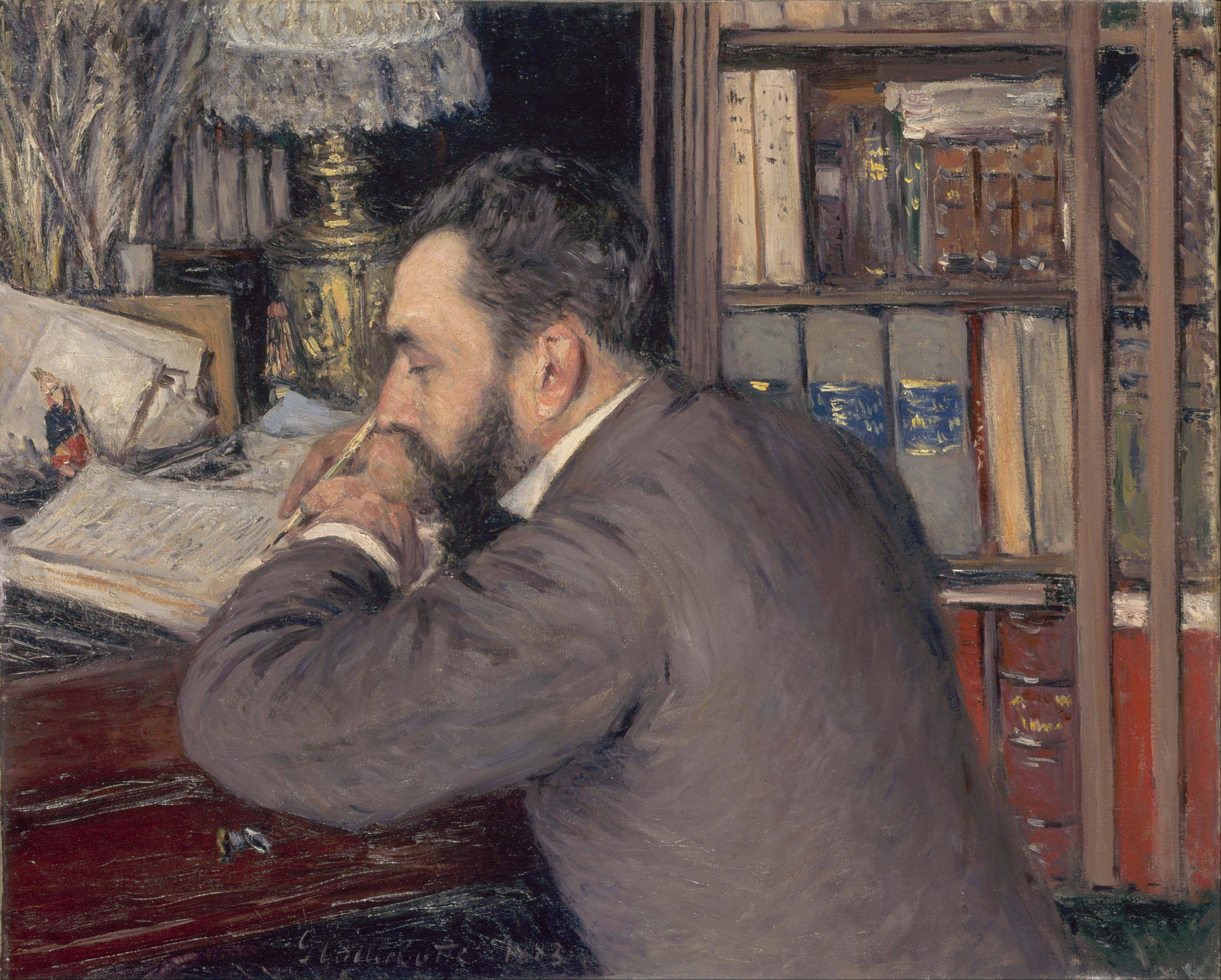
Henri Cordier (1883), Musée d'Orsay

L'Yerres, pluie (1875) · Jeune homme à la fenêtre (1875) · Les raboteurs de parquet (1875) · Le Pont de l'Europe (1876) · Rue de Paris, temps de pluie (1877) · Baigneur s'apprêtant à plonger (1878) · Les Orangers (1878) · Vue de toits (effet de neige) (1878-79) · Henri Cordier (1883) · Voiliers à Argenteuil (1888)